# Villa San Giovanni in Tuscia
Villa San Giovanni in Tuscia är en ort och kommun i provinsen Viterbo i regionen Lazio i Italien. Kommunen hade 1 253 invånare (2018).